# 野島正弘
野島 正弘（のじま まさひろ、1971年8月13日 - ）は、日本の社会人野球選手（内野手）。

## 来歴・人物
埼玉県立川越工業高等学校3年夏の県大会ベスト8となり、その後東北福祉大学に進学。2年次の1991年には全日本大学野球選手権大会で優勝した。2学年上の浜名千広の後を受けて遊撃手に定着すると4季連続ベストナイン、4年秋に最優秀選手。
大学の同期に関根裕之、三野勝大、荒木準也がいる。
大学卒業後の1994年に日本石油に入社。1年目からレギュラーの座をつかみ、第50回東京スポニチ大会では新人賞と優秀選手賞を獲得、翌1995年には日本石油の第66回都市対抗野球大会制覇に大きく貢献、同年の社会人ベストナインに選出された。
1996年にはアトランタオリンピック野球日本代表に選出されているが、その後は控えに回ることが多くなり、1999年限りで現役を退き社業に就いている。
好物はカキフライとティラミス。

## 表彰
- 第50回東京スポニチ大会優秀選手賞（1994年）
- 社会人ベストナイン（1995年）